# Halecium nanum
Halecium nanum is een hydroïdpoliep uit de familie Haleciidae. De poliep komt uit het geslacht Halecium. Halecium nanum werd in 1859 voor het eerst wetenschappelijk beschreven door Alder. 